# 昂格勒蒙
昂格勒蒙（法語：Anglemont，法語發音：[ɑ̃ɡləmɔ̃] ⓘ）是法国大東部大區孚日省的一个市镇，属于埃皮纳勒区。

## 地理
昂格勒蒙（48°22'48"N, 6°40'8"E）面积5.93 平方千米，位于法国大東部大區孚日省，该省份为法国东北部内陆省份，北起默兹省和默尔特-摩泽尔省，西接上马恩省，南至上索恩省和贝尔福地区省，东临上莱茵省和下莱茵省。
与昂格勒蒙接壤的市镇（或旧市镇、城区）包括：贝尔维特河畔梅尼、诺松库尔、朗贝维莱、布吕、栋西耶尔。

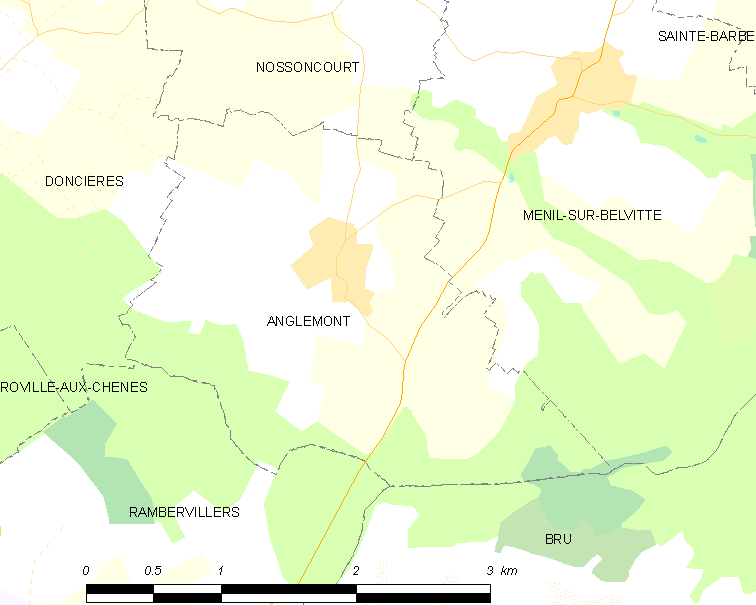
昂格勒蒙的OSM定位图

昂格勒蒙的时区为UTC+01:00、UTC+02:00（夏令时）。

## 行政
昂格勒蒙的邮政编码为88700，INSEE市镇编码为88008。

## 政治
昂格勒蒙所属的省级选区为拉翁莱塔普县。

## 人口

1962-2008年间昂格勒蒙人口变化图示

昂格勒蒙于2022年1月1日时的人口数量为152人。